# Saxifraga palpebrata
Saxifraga palpebrata är en stenbräckeväxtart som beskrevs av Joseph Dalton Hooker och Thoms.. Saxifraga palpebrata ingår i Bräckesläktet som ingår i familjen stenbräckeväxter. Inga underarter finns listade i Catalogue of Life.